# Bad Doberan
Bad Doberan es una ciudad situada al nordeste de Alemania, en la región de Mecklemburgo. Actualmente (2019) tiene alrededor de 12 491 habitantes.
Su nombre se deriva originalmente de la fundación de un monasterio cerca de Althof, mencionado por vez primera en documentos en 1171. A partir del siglo XIII, los duques o príncipes reinantes de Mecklemburgo fueron típicamente sepultos en la iglesia abacial de Doberan —no así el resto de sus familias, quienes a menudo yacen en Wismar.  La ciudad disfrutó de cierto incremento en su popularidad luego de que el duque Friedrich Franz I de Mecklemburgo estableciera allí su residencia veraniega.
El primer hotel junto al mar de Alemania, el Heiligendamm, se fundó en las afueras de esta ciudad en 1793 y el primer hipódromo alemán se estableció en la ciudad en 1822.
El centro de la ciudad está caracterizado por muchos edificios góticos y clasicistas, por ejemplo el edificio del instituto Friderico-Francisceum del año 1889.